# 諾阿卡利縣
諾阿卡利縣是孟加拉國吉大港區的一個縣，位於該國東南部，西界恆河（沙赫巴茲布爾河），南臨孟加拉灣。面積3,600.99平方公里。2001年人口2,577,244人。
下分六個鄉。